# Morphoanalyse des traces de sang
 (septembre 2014).
La morphoanalyse des traces de sang est une discipline de criminalistique qui interprète les traces de sang sur les scènes de crime, de suicide ou d'accident, lorsque les faits sont incertains ou suspects.
Cette analyse apporte des indices précieux pour l'enquête en déterminant les événements à l'origine des traces étudiées. Quand cela est possible, elle établit également une chronologie de ces événements et localise les différents acteurs (victime, agresseur, spectateur…) lors des effusions sanglantes déterminées.

## Recherche
Le sang est un élément de preuve retrouvé, et même recherché, sur les scènes de faits de violence. Il s'observe sur le cadavre (peau ou vêtement) et aussi sur le sol, les murs, les objets divers présents dans l'environnement proche ou éloigné du cadavre. La manipulation du cadavre doit être prudente, et précédée de croquis, mesures et photographies.
La photographie en criminalistique présente trois niveaux :
- vue d’ensemble, ce type d'image donne à qui n’était pas sur les lieux un bon aperçu de la situation. Elle permet de placer les traces de sang dans le lieu.
- vue de travail : ces images donnent les détails de chaque indice. Ce cliché doit respecter un angle de prise de vue de 90°, la présence d'une référence, d'un test centimétrique et bien sur une prise de vue nette et complète du sujet photographié.   Elle permet de voir tous les critères morphologiques permettant l'identification de la trace de sang
- vue de détail : ces images documentent des éléments présents au sein des indices. Elle permet de voir des traces interagissant entre-elles, de voir les épines en périphérie des traces passives sur surface horizontales par exemple.

La mise en évidence de sang est relativement aisée quand il est frais, moins quand il est séché reposant sur un support poreux ou à cavités, comme des rainures. La recherche visuelle se fait sous éclairage adapté.
Une suspicion de taches de sang lavées ou essuyées fait utiliser des produits de révélations, qui réalisent une catalyse d'oxydation au contact de l'hémoglobine. Selon le produit utilisé, on peut observer une coloration, une luminescence ou une fluorescence. Ces produits peuvent détecter des dilutions très faibles de sang, mais il ne s'agit que de présomption car des faux positifs peuvent survenir avec des produits ménagers, des métaux ou des végétaux. Aussi des tests de confirmation sont nécessaires. 

## Identification
L'identification des traces étudiées ne peut s’appuyer que sur les critères morphologiques, en excluant toute information en rapport avec les faits auxquels les traces sont liées. Elle doit être solide, et ainsi éviter toute analyse incorrecte ou influencée par la connaissance des hypothèses des enquêteurs et/ou des témoignages.
Au moment de l'intervention, les modèles de traces sont le plus souvent altérés par différents facteurs :
- L’altération de la trace lors des séquences de faits et/ou pendant le déplacement, volontaire ou non, de la victime. D’autres modèles de traces peuvent s’ajouter qui seront essentiellement des transferts.
- Le recouvrement (overlapping), où différents modèles de traces de sang interagissent en se recouvrant partiellement. Cela rend difficile leur identification.
- Le temps écoulé entre les faits et l'expertise provoque d’abord la formation du caillot sanguin avec apparition de la trace de sérum. Une déshydratation suivra dans un délai, fonction des facteurs extérieurs. Ensuite la trace se désagrège très facilement et un mouvement d’air est suffisant.
- Au cours des constatations, l’examen du corps sur site provoque des manipulations de celui-ci qui, non seulement, peuvent créer des traces, mais en altérer d’autres. La levée de corps demande la prise en mains de la victime et donc des mouvements de celle-ci, le plus souvent au contact de la surface cible.

Depuis 1985 et les travaux de Sir Alec Jeffreys, il est possible d’identifier la source de sang grâce à son ADN. S’il est aujourd’hui possible d’identifier le sang au travers de son profil génétique, il reste crucial d’identifier l’action ayant provoqué le dépôt de ce sang sur le support étudié, pour pouvoir le lier à l’enquête en cours.

## Interprétation
La forme d'une tache est liée à son angle d'impact sur la surface considérée. En étudiant plusieurs taches, on peut déterminer des points de convergence et d'origine et déterminer la source du sang (positions respectives de la victime et de l'agresseur au moment du coup porté).
L'examen des traces permet de distinguer des projections de sang à différentes vitesses, ce qui renseigne sur la force des coups ou le type d'arme.
Les projections de basse vélocité correspondent à du sang tombant en goutte-à-goutte d'un corps, d'une main ou d'un objet ensanglantés. En général le diamètre de ces taches est supérieur à 5 mm.
Celles de moyenne vélocité, sont des projections de 1 à 4 mm de diamètre, correspondant à l'action d'objets contondants ou d'arme blanche, ou de la marche ou de la course dans une flaque de sang.
Les projections de haute vélocité sont très fines, avec un trajet court dans l'air (moins d'un mètre), formant des taches de diamètre égal ou inférieur à 0,1 mm. Elles sont dues à des armes à feu, ou se produisent lors d'accidents motorisés.
Les taches de transfert sont importantes à étudier, elles résultent du contact d'un objet ensanglanté sur une surface. On peut ainsi retrouver des traces de cheveux, de doigts, d'armes ou outils ensanglantés.

## Classification
S'il existe plusieurs classifications, toutes sont basées sur les mécanismes qui ont créé les traces . Cela permet de faire le lien entre les critères d’identification du modèle étudié et l’analyse qui en sera faite par la suite au travers du mécanisme qui en a provoqué l’existence. 
Les mécanismes de création sont regroupés en 4 Phénomènes qui sont nommés Passifs, Actifs, Transférants et Altérants. Les définitions suivantes sont celles proposées par SWGSTAIN et validées par l’IABPA en version française :

### Phénomènes passifs
La Pesanteur est la force principalement mise en action.
- Trace passive : trace de sang résultant de la chute d'une goutte formée sous l'action principale de la pesanteur.
- Cheminement : ensemble de traces passives résultant du déplacement d'une source de sang entre deux points.
- Trace d'accompagnement : trace de sang résultant de la rupture du lien capillaire entre la goutte formant la trace passive et la source de sang.
- Goutte à goutte : ensemble de traces de sang résultant d'un liquide gouttant dans un autre liquide, dont un au moins est du sang.
- Coulée : trace de sang résultant de l'écoulement de sang liquide présent sur la surface étudiée sous l'action principale de la pesanteur.
- Accumulation : volume de sang liquide sur une surface non poreuse ou poreuse saturée.
- Imprégnation : accumulation de sang liquide dans une surface poreuse.
- Chute de volume : ensemble de traces résultant d'un volume de sang chutant ou se déversant sous l'action majoritaire de la pesanteur.

### Phénomènes actifs
Si la pesanteur est toujours une force présente et active, d'autres forces sont mises en action et sont la cause principale des traces retrouvées.
- Projection : trace de sang résultant de la dispersion de gouttes de sang par l'application d'une force sur une source de sang liquide.
- Modèle d'impact : ensemble de projections résultant d'un choc entre un élément et une source de sang liquide.
- Foyer de modèle d'impact : projections circulaires faisant partie d'un modèle d'impact et qui s'observent au niveau de la zone de convergence.
- Modèle d'éjection : ensemble de projections résultant de l'action de la force centrifuge lors du mouvement d'un élément ensanglanté.
- Arrêt d'éjection : ensemble de projections résultant de l'arrêt brutal du mouvement d'un élément ensanglanté.
- Projection positive : ensemble de projections dont la dispersion se fait dans le sens de la force appliquée. Elles sont le plus souvent associées à un orifice de sortie créé par un projectile d'arme à feu.
- Rétro-projection : ensemble de projections dont la dispersion se fait dans le sens opposé à la force appliquée. Elles sont, le plus souvent, associées à un orifice d'entrée créé par un projectile d'arme à feu.
- Sang vaporisé : ensemble de projections résultant de sang pulvérisé sur une surface étudiée par l'application d'une force.
- Trace gravitationnelle : projection qui atteint la surface étudiée alors qu'elle est en trajectoire descendante, sous l'action principale de la pesanteur.
- Volume impacté : ensemble de traces de sang résultant de l'impact d'un élément dans du sang liquide sur la surface étudiée.
- Sang propulsé : ensemble de traces résultant de l'éjection de sang sous l'effet de la pression sanguine.
- Sang expiré : ensemble de projections résultant de sang propulsé par le flux respiratoire.

### Phénomènes transférants
Ces mécanismes décrivent l’ensemble des modèles de traces dont la création résulte d’un transfert de sang d’une surface sur une autre surface dont l’une est la surface étudiée. Il est peut-être possible de discerner l’objet qui a laissé la trace.
- Transfert par contact : trace de sang résultant de l'apposition d’un élément ensanglanté sur la surface étudiée.
- Altération par contact : trace de sang résultant de l'apposition d'un élément dans une trace de sang humide préexistante sur la surface étudiée.
- Transfert glissé : trace de sang résultant du mouvement d’un élément ensanglanté en contact avec la surface étudiée. Certains critères morphologiques permettent parfois d'orienter ce mouvement.
- Altération glissée : trace de sang résultant du mouvement d’un élément dans une trace de sang humide préexistante sur la surface étudiée.

### Phénomènes altérants
Ces mécanismes décrivent l’ensemble des modèles de traces dont la création résulte d’un transfert de sang d’une surface sur une autre surface dont l’une est la surface étudiée. Il est peut-être possible de discerner l’objet qui a laissé la trace.
- Caillot sanguin : amas gélatineux résultant de la mise en œuvre des mécanismes de coagulation du sang..
- Sang aspiré : traces de sang qui se déposent à l'intérieur de l'arme à feu à la suite de l'appel d'air consécutif à l'expansion des gaz d’explosion.
- Trace de sérum : trace de sang résultant de la séparation du sérum des éléments figurés du sang.
- Trace d'insecte : artefacts résultant de l’activité entomologique venant altérer et/ou créer des traces de sang.
- Zone d'interruption : espace non ensanglanté au sein d'un modèle et/ou d'un ensemble continu de traces de sang.

Le sang est un tissu circulant à travers le corps. Ce tissu possède des cellules spécialisées permettant de remplir des fonctions complexes. Chez une personne en bonne santé, le sang compte pour approximativement 8 % du poids total du corps. Pour un individu de 70 kg, cela équivaut à 5,6 litres.

## Physique sanguine hors circulation

### Principes
Le sang contient trois composants en suspension dans le plasma. Ces trois composants sont les érythrocytes, les leucocytes, et les thrombocytes.
Dès lors qu’un vaisseau sanguin est lésé, le sang se déplace hors du système circulatoire en fonction des lois de physique. Si une plaie existe, le sang s’externalise et les traces de sang se déposent sur les supports avoisinants, en fonction de différentes interactions dont les plus courantes sont, :
- la pesanteur (écoulement...) ;
- la force propre à la source exerçant une pression sur le sang liquide (pression cardiaque, expiration...) ;
- une force extérieure à la source de sang (action violente...) ;
- une force liée au mouvement d'un élément ensanglanté (main, cheveux, arme...) ;
- le transfert par contact entre deux surfaces, dont au moins une est ensanglantée (transfert par contact, altération par contact, transfert glissé, altération glissée).

En physique il y a deux milieux continus de la matière : solide et liquide. Une fois que le sang a quitté le corps, il se comporte comme un fluide et toutes les lois de la physique s’appliquent.
- La viscosité dynamique (que l’on note μ) est le coefficient de proportionnalité caractérisant la force à exercer pour déplacer les particules fluides les unes par rapport aux autres. Lorsque la viscosité augmente, la capacité du fluide à s'écouler diminue. La viscosité d’un liquide est liée à l’attraction des molécules de fluide entre elles. Ainsi quand la température augmente, la viscosité diminue. Si la température modifie la viscosité du sang, celle-ci dépend également d’autres contraintes qui peuvent être appliquées comme la contrainte de cisaillement.
- La tension superficielle (que l’on note σ) ou énergie d'interface ou énergie de surface est liée aux interactions moléculaires d’un fluide à sa surface. Au sein d’un fluide, les molécules s’attirent (Force de Van Der Waals) et se repoussent (Force électrostatique) en s’équilibrant. À l’interface avec un autre milieu, cet équilibre n’existe plus, car les molécules du fluide n’interagissent pas avec celles de l’autre milieu. Les forces intermoléculaires à l’interface développent une Pression tournée vers l’intérieur de chacun des milieux. Il s’agit de la tension de surface, augmentant ainsi la cohésion de chacun de deux milieux. Elles peuvent conduire à une déformation de l’interface qui tend alors vers une sphère.
- La densité d'un corps (que l’on note d) est le rapport de sa masse volumique à la masse volumique d'un corps pris comme référence. C’est pourquoi la densité est une grandeur sans dimension dont la valeur s’exprime sans unité de mesure. La référence est l'eau pure à 4 °C pour les liquides et les solides.

Dans le cadre d’un simple écoulement sanguin, le poids d’une goutte de sang est le résultat d’une relation étroite entre la Pesanteur et la rupture des tensions superficielles. À l'équilibre, le poids de la goutte est équivalent aux tensions superficielles qui maintiennent le sang dans la goutte et sa liaison à son support. Ce poids est alors exprimé par la loi de Tate : m.g = γ.k.r. Le volume d’une goutte de sang est le corollaire du poids de celle-ci. Puisque, si nous en connaissons le poids, nous pouvons en déduire le volume en fonction de la masse volumique (1,06 g/cm3).
La vitesse de chute d’une goutte est fonction du poids de la goutte, de la hauteur de chute et des forces de résistance de l’air. Lorsque la résistance de l'air est égale au poids de la goutte, la vitesse devient constante. Elle est nommée vitesse terminale. Comme il n'existe pas de volume absolu de la goutte de sang, il n'est pas possible de déterminer une vitesse d'impact sur le support étudié et donc, une hauteur de chute correspondante. 

### Recherches
L’alcool, les drogues et les médicaments ont une action sur la quantité et/ou la durée de saignement, mais pas sur la forme, la distribution et la taille des traces de sang. Les études menées par Daniel V. Christman montrent que le sang humain comme celui d’autres vertébrés et même l'encre ont des formes, des distributions et des tailles de traces similaires. Aujourd’hui des équipes tentent de développer des substituts au sang pour réaliser des expérimentations.
Il est possible de reproduire expérimentalement en laboratoire des traces, afin de préciser ou vérifier leur mécanisme de survenue.

## Calculs
Les calculs sont facilités par l'utilisation de logiciels dédiés. Pour cela une méthode précise de relevé doit être définie, afin de ne retenir que les plus caractéristiques. Chaque trace répertoriée est définie en coordonnées x, y et z par rapport à un plan, photographiée avec une échelle centimétrique et une représentation de la verticale.

### Détermination des angles d’impact
Comme mentionné plus haut, une goutte de sang en vol à la forme d’une sphère. Si la goutte rencontre une surface, une trace bien formée est produite, et le morphanalyste peut déterminer l’angle auquel la goutte a frappé la surface. C’est basé sur la relation entre une partie de la longueur de l’axe majeur, de l’axe mineur (largeur de la trace), et de l’angle d’impact.
Une tache bien formée a la forme d’une ellipse (voir fig.1).  Victor Balthazard en 1939, et plus tard Herbert Leon MacDonell en 1971 ont démontré que le rapport du ratio largeur-longueur de l’ellipse était la fonction du sinus de l’angle d’impact.

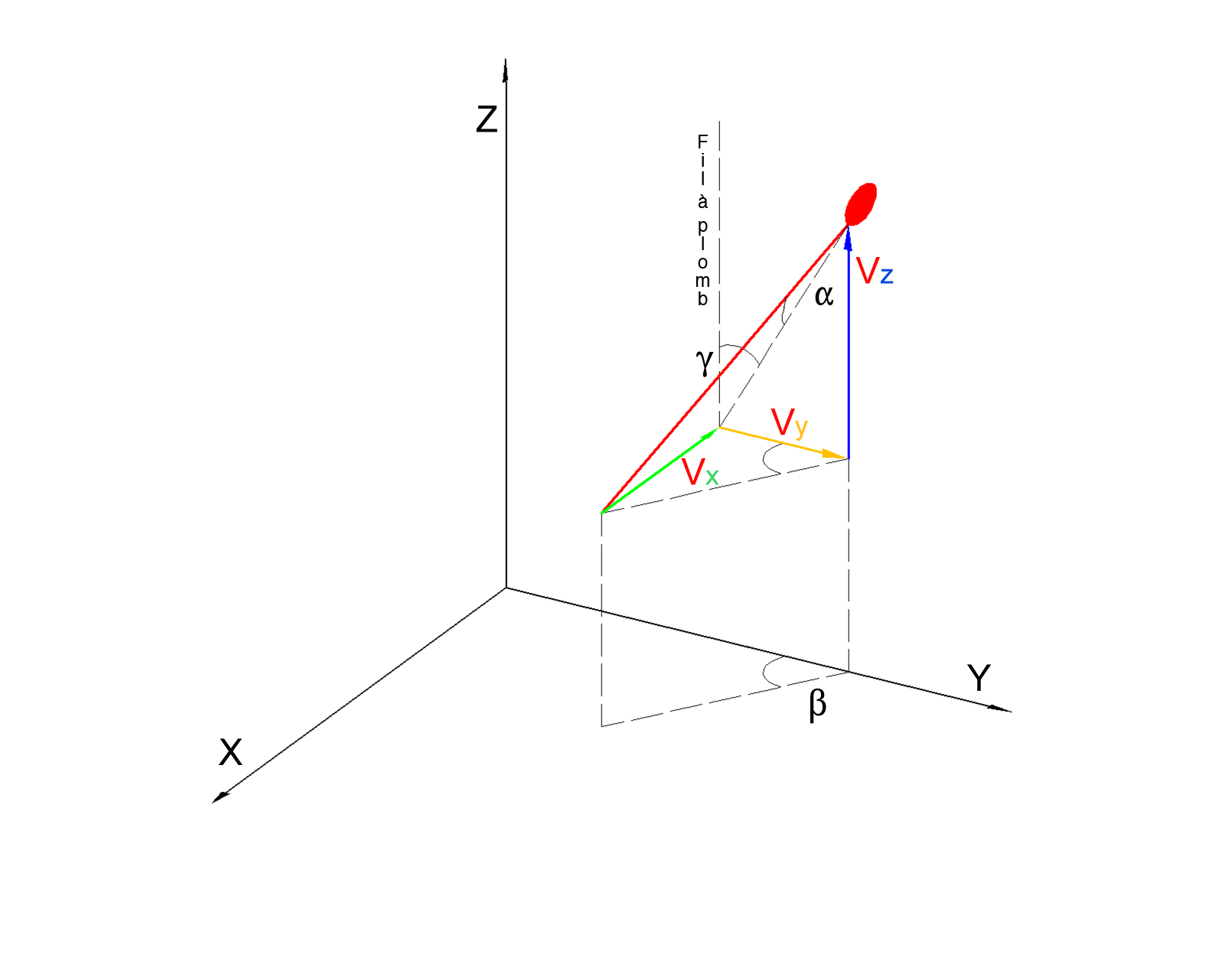
Fig. 2 Angles d’impact

À cause de l’aspect tridimensionnel des trajectoires, il y a trois angles d’impact, {\displaystyle \alpha }, {\displaystyle \beta }, et {\displaystyle \gamma }. L’angle le plus facile à calculer est {\displaystyle \gamma } (gamma). Gamma est simplement l’angle de la trajectoire de la trace de sang mesuré à partir de la verticale de la surface (voir fig.2). L’autre angle qui peut être facilement calculable est {\displaystyle \alpha }(alpha). Alpha est l’angle d’impact de la trajectoire de la trace sortant de la surface. Le troisième angle à calculer est {\displaystyle \beta }(bêta). Bêta est l’angle de la trajectoire de la trace pivotant sur l’axe vertical (z). Ces trois angles sont reliés par la trigonométrie grâce aux équations suivantes.

#### Calcul de l’angleα{\displaystyle \alpha }
{\displaystyle \mathbf {l} } = longueur de l’ellipse (axe majeur)
{\displaystyle \mathbf {w} } = largeur de l’ellipse (axe mineur)
{\displaystyle \mathbf {\alpha } } = angle d’impact
Le rapport entre ces variables est :
{\displaystyle \sin \alpha =\left({\frac {w}{l}}\right)}
Donc :
{\displaystyle \alpha =\arcsin \left({\frac {w}{l}}\right)}

#### Relations entre les anglesα{\displaystyle \alpha },β{\displaystyle \beta }, etγ{\displaystyle \gamma }
{\displaystyle \tan \beta ={\frac {\tan \alpha }{\sin \gamma }}}
Mesurer exactement la trace et calculer l’angle d’impact exige toute l’attention du morphoanalyste. Dans le passé, les analystes ont utilisé une variété d’instruments. Les méthodes couramment utilisées des logiciels qui superposent une ellipse sur une photographie en gros plan d’une trace. Les programmes calculent ensuite automatiquement les angles d’impact.

### Zone de convergence

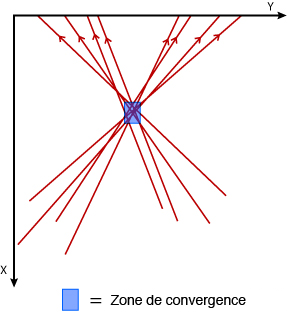
Fig. 3 Aire de convergence

La zone de convergence est la représentation en deux dimensions de la zone d'origine des projections. Cette aire contient les intersections des grands axes des projections sur la surface étudiée (voir fig. 3).
Pour déterminer la zone de convergence, le morphoanalyste doit déterminer les trajectoires que les gouttes de sang ont empruntée. La trajectoire de vol tangentielle de gouttes individuelles peut être déterminée par l’utilisation de l’angle d’impact et de l’angle de compensation de la trace de sang. La méthode des « ficelles » permet de visualiser cela. Dans le cas de la zone de convergence, il s'agit d'une intersection en deux et non en trois dimensions.

### Zone d’origine
La zone d'origine est la détermination en trois dimensions de la localisation de la source de sang à l'origine des projections, au moment de l'émission sanglante.
Elle inclut la zone de convergence avec une troisième dimension dans la direction z. Puisque l’axe z est perpendiculaire au sol, la zone d’origine à trois dimensions est un volume.
Comme la zone de convergence, la zone d’origine est facilement calculable en utilisant des logiciels spécialisés. Il y a d’autres méthodes mathématiques, plus longues, pour déterminer la zone d’origine, l’une d’entre elles est la méthode tangentielle.

## Formation en morphoanalyse
Les Morphoanalystes en traces de sang reçoivent une formation spécialisée. Le site de l’International Association of Bloodstain Pattern Analysts (IABPA.org) fournit une liste de formations et de formateurs répondant aux exigences de formation mis en place par cette association. 
Par ailleurs, l’International Association for Identification (IAI) propose une certification de Morphoanalyste de traces de sang.

## Dans la culture populaire
- Le tueur en série Dexter Morgan, des romans de Jeff Lindsay et de la série de Showtime, est un expert en analyse de traces de sang pour la police de Miami.
- Catherine Willows est une analyste en traces de sang dans la série de CBS Les Experts.

## Critiques de la morphoanalyse des traces de sang
Depuis plusieurs années, la morphoanalyse des traces de sang supporte de nombreuses critiques par la communauté forensique. En 2021, R. Austin Hicklin et al montrent que la reproductibilité des conclusions émises par les praticiens ayant participé à l'étude est limitée. Ces conclusions sont souvent erronées et se contredisent entre elles. Les désaccords concernent notamment la terminologie utilisée, suggérant la nécessité de normaliser ce vocabulaire. En 2009, les auteurs d'un rapport du National Research Council (USA) avaient indiqué que les incertitudes liées à l'examen des traces de sang sont « énormes » et qu'en général, « les opinions des praticiens sont plus subjectives que scientifiques ». L'absence de normalisation, de certification et d'accréditation des laboratoires est discutée dans ce rapport qui souligne également le manque d'exigence de certification appropriée pour les praticiens qui mettent l'accent sur l'expérience plutôt que sur les fondements scientifiques.